# Nonamera
nonamera（のなめら、7月5日 - ）は、日本の女性アイドル、歌手。かつて、女性アイドルグループ・あヴぁんだんど、幽世テロルArchitect/KAQRIYOTERROR、FRUN FRIN FRIENDS、XNDURE（エンデュア）、音楽ユニット・アシモフが手品師で活動していた。2024年10月以降「nonayu」（のなゆ）名義でソロとして活動している。

## 略歴
濱野智史がプロデュースするアイドルグループ・PIP（Platonics Idol Platform）のメンバーオーディションに応募。落選したメンバーの中から結成されたあヴぁんだんどに「星 なゆた」（ほし なゆた）として2014年7月8日デビュー。
2015年には講談社主催・ミスiD2016のセミファイナリストに選出。また、「ふかしぎくん」名義でソロ活動を行っていたが、2016年3月29日、あヴぁんだんどから脱退。
あヴぁんだんど脱退後は、「瀬都 あく」（せと あく）に改名、あヴぁんだんど運営で楽曲も制作していたteoremaaと音楽ユニット・アシモフが手品師を結成、2枚のCDと1枚のアナログ盤をリリース。ムーンライダーズのトリビュートアルバム『BRIGHT YOUNG MOONLIT KNIGHTS -We Can't Live Without a Rose- MOONRIDERS TRIBUTE ALBUM』に参加。2017年5月5日をもって活動停止。
2017年7月15日、「のなめら」に改名、コドモメンタルINC.から幽世テロルArchitect（現KAQRIYOTERROR）としてデビュー。2019年1月29日脱退。
幽世テロルArchitect脱退後は「あくちゃん」名義でソロで活動していたが、2020年4月18日、「なゆた あく」に改名、同年2月でavandonedを解散した宇佐蔵べに（usabeni）とFRUN FRIN FRIENDSを結成。2021年12月8日、「Pola / プアンコンタイ（เพื่อนชาวไทย）」のリリースをもって活動休止。
2021年4月4日、ソロアーティスト・のなめらとしてコドモメンタルINC.とエージェント契約を結ぶ。同年11月25日、「nonamera」に改名、12月22日には初の配信シングル「NO NAME」をリリースした。
2022年4月27日、KAQRIYOTERRORに再加入することが発表された。ソロでは引き続き「nonamera」、KAQRIYOTERRORでは、ひらがな表記の「のなめら」と使い分けていた。再加入後の初ライブは5月14日の「武蔵野音楽祭 蓮の音カーニバル2022」。
2023年4月23日、KAQRIYOTERROR脱退。以後ソロ「nonayu」名義で活動している。セイちゃん（元KAQRIYOTERROR「RЯ」）が時折バックDJを務める。
2024年7月26日、「心音 のな」（ここね のな）名義でXNDUREのメンバーとしてデビュー。しかし、nonayu名義のソロ活動に専念するため9月20日活動休止を発表、10月4日卒業を発表。
2024年11月7日、宇佐蔵べにと「nonayu & usabeni」として再度コラボ。自身らの作詞によるシングル曲「Ice Bahn / PEEK-A-BOO!」をデジタル配信および7inchレコード（CD-R付・40枚限定）でリリース。
2025年2月26日、nonayu & usabeniで、あヴぁんだんど時代の楽曲『点滅ばいばい』（最果タヒ作詞）をリリース。

## ディスコグラフィー

### アシモフが手品師

#### CD
| 発売日         | タイトル     | 収録曲                                                                                        | 備考            |
| -------------- | ------------ | --------------------------------------------------------------------------------------------- | --------------- |
| 2016年8月10日  | たねとしかけ | 1. たねとしかけ 2. new ☆ ワガァスター 3. 空洞戦争の夜 4. N 5. ちょこれーと・すぅさいど 6. 714 |                 |
| 2016年12月29日 | ポラ         | 1. ポラ 2. BIGmini 3. ライツ！カメラ！あくちゃん！ 4. ポラ(naked) 5. わくわくセミナー         | 4. 5.は配信限定 |

#### アナログ盤
| 発売日        | タイトル     | 収録曲               | 備考              |
| ------------- | ------------ | -------------------- | ----------------- |
| 2016年11月3日 | たねとしかけ | A. たねとしかけ B. N | 7インチシングル盤 |

### nonamera

#### シングル
| 発売日         | タイトル     | 収録曲          | 備考     | 出典   |
| -------------- | ------------ | --------------- | -------- | ------ |
| 2021年12月22日 | NO NAME      | 1. NO NAME      | 配信限定 | [ 18 ] |
| 2022年3月23日  | Dye in Lilly | 1. Dye in Lilly | 配信限定 | [ 19 ] |

#### ミニアルバム
| 発売日        | タイトル      | 収録曲                                                                               | 備考 |
| ------------- | ------------- | ------------------------------------------------------------------------------------ | ---- |
| 2022年8月10日 | My name is... | 1. Dye in Lily 2. Nymphaea 3. 無くしもの 4. 解体心象 5. I wanna be my GOD 6. NO NAME |      |

### nonayu

#### シングル
| # | 発売日        | タイトル         | 収録曲              | 備考     |
| - | ------------- | ---------------- | ------------------- | -------- |
| 1 | 2023年5月31日 | Pale Blue        | 1. Pale Blue        | 配信限定 |
| 2 | 2023年7月5日  | Planet Girl      | 1. Planet Girl      | 配信限定 |
| 3 | 2023年8月23日 | Flavor           | 1. Flavor           | 配信限定 |
| 4 | 2023年8月30日 | Frozen WaterLily | 1. Frozen WaterLily | 配信限定 |
| 5 | 2023年8月30日 | Dope pain        | 1. Dope pain        | 配信限定 |

## 動画

### ミュージックビデオ
| 公開日     | 曲名        | 備考                               |
| ---------- | ----------- | ---------------------------------- |
| 2021/12/22 | NO NAME     | 1st Digital Single " NO NAME "     |
| 2022/03/27 | Dye in Lily | 2nd Digital Single " Dye in Lily " |